# E232 (trasa europejska)
E232 – trasa europejska biegnąca przez Holandię. Zaliczana do tras kategorii B droga łączy Amersfoort z Groningen. Jej długość wynosi 172 km.